# Koštunići
Koštunići (cyr. Коштунићи) – wieś w Serbii, w okręgu morawickim, w gminie Gornji Milanovac. W 2011 roku liczyła 544 mieszkańców.